# ラストマネー -愛の値段-
『ラストマネー -愛の値段-』（ラストマネー あいのねだん）は2011年9月13日から同年10月25日まで、NHK総合のドラマ10枠で放送されていた日本のテレビドラマ。主演は伊藤英明。

## 概要
清和生命使命 「共に歩むあなたと生きる。」
清和生命は1日に約3500件の保険金支払請求があり、平均49億円の保険金が毎日支払われている。
査定部では死亡診断書や事故状況報告書をチェックし必要ならリサーチ会社に詳しい調査を依頼しその報告により支払いの有無を判断する。
また、営業開始時間から午後5時までお客さんの死亡保険金問い合わせに対応している。中には営業妨害のような相談もある。
キャッチコピーは「これが、“生命保険”の正体。」。

## 登場人物

### 清和生命
保険金査定部特殊案件調査グループ
向島 朔太郎 - 伊藤英明
保険金査定員。大野の指導員を務めるが、仕事の方法を逐一教えるということはしない。保険金の受取者に同情せず、自分の感情を排し、不正を許さない厳しい姿勢で査定に臨む。
大野 圭吾 - 中丸雄一
新入社員、保険金査定研修員。
神部 みどり - 矢沢心
保険金査定員
田中 裕樹 - 永岡卓也
保険金査定員
羽柴 稔 - 古本新乃輔
保険金査定員
桐山 茂 - 清水昭博
保険金査定部部長
清和生命 その他社員
横村 一樹 - 田中哲司
清和生命営業部、向島の大学時代先輩。不倫相手である亜希子の存在に癒され、彼女のために会社の金を横領し、妻の同意なく離婚届を提出する。
小沢 - 駿河太郎
清和生命営業部（第3話に登場）。営業所から送られてきた濱口雄一保険契約書の処理を忘れ、担当者、契約者不明となり問題になる。
北原 秀司 - 渡辺憲吉
清和生命営業部部長
藤堂 光明 - 伊武雅刀
清和生命専務取締役
関係者
如月 洋大 - 松重豊
保険調査会社、如月リサーチ調査員兼社長。向島が会社の事情などで手を出しづらい案件の調査を担当する。
一ノ瀬 由佳理 - 田畑智子
大日生命査定部保険金査定員。ライバル社の社員であるが、情報交換も兼ねて向島と親しくしている。
佐々倉 亜希子 - 高島礼子（少女期：井越有彩）
横村の不倫相手で、愛の証に「1億円の保険に加入して欲しい」と要求し、保険金を「外れない宝くじ」だと考えている。息子・翔（木村聖哉）も横村に懐いている。漁港の仕事を退職し、弁当工場で働き始める。
過去に「カトウギ トクハル（山浦栄）」（高齢者・資産家 / 老衰による心不全）「キタジマ トモヤ（築出静夫）」（中年男性・大学教授 / 飲酒運転による事故死）という男性と婚約していた。
水谷 俊郎 - 夏八木勲
清和生命と過去に因縁がある老人。息子の死後は嫁一家と関係が断絶していたが、香里が事件を起こした後は、意識不明に陥った孫・敦史（橋爪龍）の面倒を見続けている。
水谷 香里 - 木内晶子
敦史の母親、俊郎の息子の妻。保険金欲しさに致死量の洗剤を混入し長男を殺め、保険金が支払われたことに味を占め、次男の敦史をも同じ方法で手にかけようとし、植物状態にする。騙し取った給付金は愛人男性に貢いでいた。

### その他
- 横村 美咲 - 笛木優子（一樹の妻、父親は著名な権力者）
- 柏木 博嗣 - 山本龍二（神奈川県警刑事）

### ゲスト
第1話
金子 千種 - 市毛良枝
娘・由希子（森谷ふみ）一家と車で走行中、車を運転していた娘婿・浩介（犬飼若博）がハンドル操作を誤り崖に転落、由希子と子供2人は車内で焼死。浩介と千種は車外に飛ばされ、千種だけ命が助かる。
浩介には由希子を受取人とした保険金6000万が掛けられていたが、同時死亡の推定が認められ、受取人である妻の親族側に保険金が支払われる旨の査定が下される。
戸田 誠一郎 - 螢雪次朗
浩介の父親。開業医だが経営状態が悪化し借金があり、妻・雅美（木野花）と共に、自分たちにも保険金を受け取る資格があると抗議する。
金子 光男 - でんでん
由希子の父親、千種の夫。浩介家族と同居しており世話になっている。
木下 洋子 - 宮本裕子
警察が事故死と判断した、夫・和之の死を向島は死体検案書や当時の事故状況を見て自殺と認定する。清和生命は加入から2年間、自殺の免責期間を設けておりその期間中の自殺であったため、死亡保険金は支払う事が出来ないと言われ免責期間の終了まであと1週間だから譲歩は出来ないかと懇願するが聞き入れて貰えなかった。
第2話
山岡 真一 - 野間口徹
清和生命の保険に加入し、掛け金は2000万。不動産会社をリストラされマイホームを売却し2000万の住宅ローンや友達から借りた300万の借金がある。
ホームセンターで契約社員として働き、それ以外は土木現場でアルバイトし働き詰めの毎日でかなり疲労が溜まっていた。上司の飲み会の誘いを断れず、その帰り道に道路の向こう側に渡ろうとして車にはねられ死亡した。
山岡 早苗 - 須藤理彩
真一の妻。夫が契約社員であることを知らなかった。向島の調査も相まって、夫が自殺したのではと思い込む。
山岡 健太 - 嘉数一星
真一、早苗夫妻の息子。早苗が真一の死を自殺と認めた為、保険金の支払い取り下げを求めてくる向島に対して「お父さんは僕たちを見捨てたのか」と泣きつく。
福田 豊 - 田中要次
入院給付金請求者、飲食店を経営している。モラルリスク病院と呼ばれる、保険金の給付詐欺に関与している病院へ入院し不当にお金を請求している疑いがある。
第3話
磯貝 芳雄 - 前田健
磯貝自動車整備オーナー兼工場長。中古車の整備中何らかの原因で工場が燃え焼死する。向島が自殺、事故の両面で調査を始め事故の場合災害特約として5000万が上乗せし受取人に1億5000万が支払われる。また、焼死事故の2週間前に妻から愛人へ保険金の受取人を変更している。
山本 頼子 - 西尾まり
磯貝の元妻。借金が残らないよう離婚し、現在でも磯貝自動車整備の仕事を手伝っている。焼死事件の第1発見者で気が付いた時には手の施しようがなかったと話す。
真田 啓子 - 霧島れいか
磯貝の愛人、スナックけいこを経営している。焼死事件の当日は常連客を招いて自分の誕生日パーティを盛大に開いていた。
濱口 ひろみ - 谷村美月
借金を作り5年前に蒸発して以降音信不通の父・雄一（山上賢治）から突然、「これまでの償いの代わりに保険金を残す」旨の手紙を受け取る。契約書類から父の居場所が分からないかと清和生命に尋ねる。
第4話
山之内 信夫 - 金田明夫
5000万の入院給付金請求者、個人農家を営んでいるが経営は厳しい。清和生命に加入1週間後、初診し重い病気が見つかる。契約前に病状を把握していた場合、告知義務違反に当たり保険金を支払う事が出来ない。
妻・真澄（元井須美子）は本人に病気の告知をしていないので悟られないよう調査をして欲しいと頼み、娘・由香（綾那）は畑を兄に押し付け海外に出掛け投資しては失敗を繰り返す日々で、兄が畑で貯めたお金も使い込んでいたと話す。
息子・隆道（高橋一生）は投資やお金のことで父とわだかまりがあり、会話も殆どなく入院している病院も1度も訪れていない。
入院患者 - おかやまはじめ、遠山俊也
峰岡フードサービス工場長 - 不破万作（第5話）
第5話
奥居 幸治 - 山崎樹範
峰岡フードサービス主任、妻と別れて娘・千里（畠山彩奈）を男手ひとつで育てている。
お弁当指輪混入事件で日曜出勤を依頼され、偶然居合わせた亜希子に娘の面倒を見て貰うことになり、そのことが切っ掛けで寂しそうな表情を浮かべている亜希子の事が気になり始めた。
里中 - 山下裕子
峰岡フードサービスパート。新しく働き始めた亜希子に嫌がらせ行為を先導し、夫から貰った指輪が無くなり商品のお弁当から見つかる。
最終話
沢村 - 山入端佳美
母親が病名を知った上で清和生命に加入した為、告知義務違反に該当し保険金を支払うことが出来ない。
弟（根岸拓哉）を大学に進学させるためお金が必要だと向島に相談し、何年か前に家を出ていき現在は他界している父親の保険証書が見つかる。

## スタッフ
- 脚本 - 武田有起、渡辺啓
- 音楽 - 林ゆうき
- 主題歌 - ひこうき雲 / My Little Lover
- 制作統括 - 大加章雅、加藤章一
- プロデュース - 橘康仁（ドリマックス・テレビジョン）
- 美術 - YANG仁栄
- 演出 - 塚原あゆ子、竹村謙太郎
- 著作・制作 - NHK・ドリマックス・テレビジョン

## 放映リスト
- 第2回は台風15号に伴うニュースウオッチ9の放送時間延長の為22:15～22:58に放送。

| 各回                                                      | 放送日         | サブタイトル       | 脚本     | 演出       | 視聴率 |
| --------------------------------------------------------- | -------------- | ------------------ | -------- | ---------- | ------ |
| 第1回                                                     | 2011年09月13日 | 最期のプレゼント   | 武田有起 | 塚原あゆ子 | 7.7%   |
| 第2回                                                     | 2011年09月20日 | 残された母子       | 渡辺啓   | 竹村謙太郎 | 6.4%   |
| 第3回                                                     | 2011年09月27日 | 外れない宝くじ     | 武田有起 | 塚原あゆ子 | 5.6%   |
| 第4回                                                     | 2011年10月04日 | 保険が見つけた愛   | 渡辺啓   | 竹村謙太郎 | 5.0%   |
| 第5回                                                     | 2011年10月11日 | 愛なのか、金なのか | 渡辺啓   | 塚原あゆ子 | 7.5%   |
| 第6回                                                     | 2011年10月18日 | 保険が殺した愛     | 武田有起 | 竹村謙太郎 | 6.0%   |
| 最終回                                                    | 2011年10月25日 | 命の金             | 武田有起 | 塚原あゆ子 | 8.0%   |
| 平均視聴率 6.6%（視聴率は関東地区・ビデオリサーチ社調べ） |                |                    |          |            |        |